# Dolicheremaeus phyllotrichus
Dolicheremaeus phyllotrichus är en kvalsterart som beskrevs av Sandór Mahunka 1988. Dolicheremaeus phyllotrichus ingår i släktet Dolicheremaeus och familjen Tetracondylidae. Inga underarter finns listade i Catalogue of Life.